# یواس‌اس منلی (تی‌بی-۲۳)
یواس‌اس منلی (تی‌بی-۲۳) (به انگلیسی: USS Manley (TB-23)) یک کشتی بود که طول آن ۶۰ فوت ۸ اینچ (۱۸٫۴۹ متر) بود. این کشتی در سال ۱۸۹۸ ساخته شد.